# Forss AB
Forss AB, tidigare skogsindustribolag hemmahörande i Köpmanholmen, Ångermanland. Företaget, som bildades 1877, drev sågverk, sulfat- och sulfitfabrik i Köpmanholmen samt vattenkraftstationer vid Fors och Brynge. 1964 förvärvade Norrlands Skogsägares Cellulosa AB (NCB) Forss AB.

## Historia

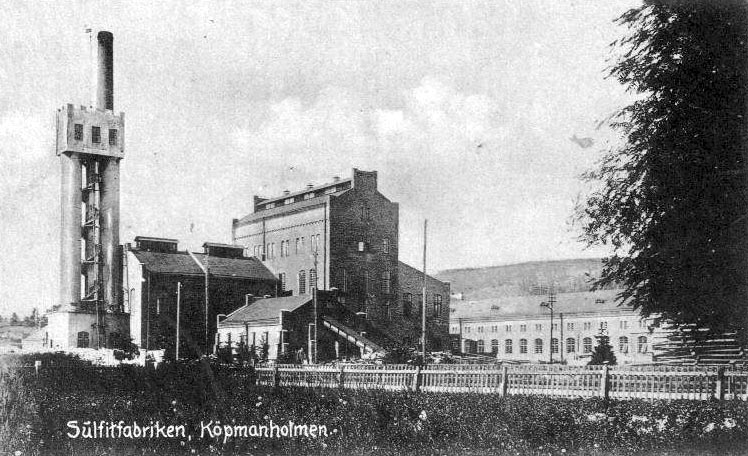
Sulfitfabriken i Köpmanholmen vid 1900-talets början.

Redan 1864 anlade Forss Sågverksbolag en ångsåg vid Nätraåns utlopp i havet. Forss Aktiebolag bildades 1877 och tog då över driften. Gustaf Hedberg kom till Domsjö ångsåg på 1870-talet, började där som bokhållare och arbetade sig upp. 1895 övertog Hedberg ledningen för Forss AB. Verksamheten vid Köpmanholmen utvidgades 1907 då en sulfitfabrik uppfördes. Samtidigt anlades en kraftstation i Fors med en effekt av 800 kW. 1909 tillkom en sulfitspritfabrik utifrån ingenjör Hugo Wallins experiment. 1942 tillkom en större spritfabrik. Ett av varumärkena var Taffelbrännvin som såldes fram i modern tid på Systembolaget fram till 1988. I romanen Polisspionen av Marksim Gorkij nämns Taffelbrännvin för första gången. 1917 tillkom dotterbolaget Sävenäs Nya AB, som i sin tur kontrollerade Öhrvikens AB. En sulfatfabrik med en årskapacitet av 27 000 ton uppfördes 1930 i Köpmanholmen. Denna utvidgades 1938 med ett sulfatblekeri. 1939 uppfördes kolugnar, vilka kom att vara i drift till andra världskrigets slut. Totalt kom 1,1 miljoner hektoliter gengaskol att tillverkas. I början av 1950-talet låg årsproduktionen på 20 000 stds sågade trävaror och 3000 stds hyvlade trävaror, 18 000 ton sulfitmassa samt 30 000 sulfatmassa jämte viskosmassa och sulfitsprit. Antal anställda var omkring 800.
Köpmanholmen blev en bruksort där fabriken stod bakom mycket av den sociala omsorgen. Företaget byggde skolan, kyrkan, samlingslokalen och servicehuset. Theodor Hedbergs hustru Ingeborg Hedberg tog initiativ till Solgården, ett daghem.
Den tredje generationen av familjen Hedberg, Theodor Hedbergs son Hans Hedberg, var dock inte intresserad av att överta företaget utan blev en erkänd keramisk konstnär. Hans bror Ulf Hedberg blev den siste VD:n för företaget åren 1960-1964.
Efter en större utbyggnad av sulfatfabrikens år 1963 fördubblades produktionskapaciteten till mer än 120 000 årston massa och tillverkningen av sulfitmassa och sulfitsprit lades ned. Årsproduktionen blev därefter 12 500 stds sågade trävaror, 45 000 ton blekt tallsulfatmassa, 30 000 ton blekt björksulfatmassa, 45 000 ton oblekt tallsulfatmassa, 6 500 ton klor, 7 500 ton alkali (natronlut), 6 500 ton alkali (natronlut), 2 250 ton hartsolja, 300 ton terpentinolja samt 50 miljoner kWh el från kraftstationer och ångturbiner. Antal anställda var 880.
Den 27 april året efter (1964) övertog Norrlands Skogsägares Cellulosa AB (NCB) ägarskapet till Forss AB från familjen Hedberg. Fabriken innefattade då en sulfatfabrik med en kapacitet på 130 000 ton massa, ett äldre ramsågverk, ett kraftverk samt 150 000 hektar skogsmark. Köpesumman var ca 110 miljoner kronor (större delen av skogsmarken, 112 000 hektar övertogs dock av MoDo).
Efter förvärvet investerade NCB i en ny sodapanna och ny klorfabrik. Sågverket lades ned 1977 och 1982 avvecklades sulfatfabriken. Klorfabriken fanns kvar till 1994. Under 2003−2005 har det tidigare fabriksområdet sanerats från tungmetaller och många byggnader har rivits.